# Sega Rally Revo
Sega Rally Revo é um jogo eletrônico de rali para PS3, Xbox 360, PSP, PC e Mac OS X produzido pela empresa SEGA. O jogo foi desenvolvido em Solihull, Inglaterra.

## Jogabilidade
Há mais de 30 carros para escolher (a grande maioria precisa ser liberada conforme o jogador avança pelos campeonatos) e seis ambientes diferentes (tropical; canyon; safari; ártico; alpes e o lago, uma pista bônus), totalizando 16 pistas (3 para cada ambiente e a pista bônus). O jogo foi feito com o mecanismo GeoDeforming (GeoDeformação), que torna a pista deformável, com efeitos na performance do carro. O modo multiplayer permite que dois corredores se enfrentem com a tela dividida, e é possível conectar o console na internet para até seis corredores.

### Carros
Há 33 veículos no total, divididos em três grupos: Classe Premier (carros 4x4), Classe Modificada (carros 2x2) e Classe Mestre (carros clássicos de Rali). Há também vários carros bônus em cada classe, que podem ser desbloqueados com o progresso no jogo. Cada carro tem três pinturas diferentes e duas opções de ajuste (off-road e on road). Os carros são os seguintes:

#### Premier class
- Subaru Impreza WRX STi Spec C Type RA
- Mitsubishi Lancer Evolution IX FQ340
- Citroen Xsara Rallycross (2004)
- Skoda Fabia Rally Car
- Ford Focus RS Rally Car
- Peugeot 206 WRC (2000)
- Bonus Andorra Racer
- Bonus Hummer H3 SUV (Customized)
- Bonus Mitsubishi Concept X
- Bonus McRae Enduro
- Bonus MINI Cooper S

#### Modified class
- Skoda Octavia Kit Car
- Volkswagen Golf GTI
- Citroen C2 Super1600 (2005)
- Toyota Celica VVTi
- Grande Punto Rally
- Peugeot 207 Super2000 (2007)
- Bonus Peugeot 206 RCC (2006)
- Bonus RUF Rt 12
- Bonus Baja Dune Buggy
- Bonus BR Racing Rally Sport Trainer (RST)
- Bonus Pikes Peak Racer

#### Masters class
- Toyota Celica St205
- Lancia Delta HF Integrale (1992)
- Ford Escort RS Cosworth
- Audi Quattro A2
- Peugeot 205 T16 Evolution 2 (1986)
- Lancia Stratos (1976)
- Bonus Ford RS200E
- Bonus Peugeot 405 T16 Rally Road
- Bonus Lancia ECV1 (Experimental Composite Vehicle)
- Bonus Audi Sport Quattro Pikes Peak S1
- Bonus Icelandic Racer (based on the Jeep Wrangler)